# Retortillo de Soria
Retortillo de Soria es un municipio y localidad española de la provincia de Soria, en la comunidad autónoma de Castilla y León. Pertenece al partido judicial de Burgo de Osma y cuenta con una población de 130 habitantes (INE 2024).

## Geografía

Término municipal.

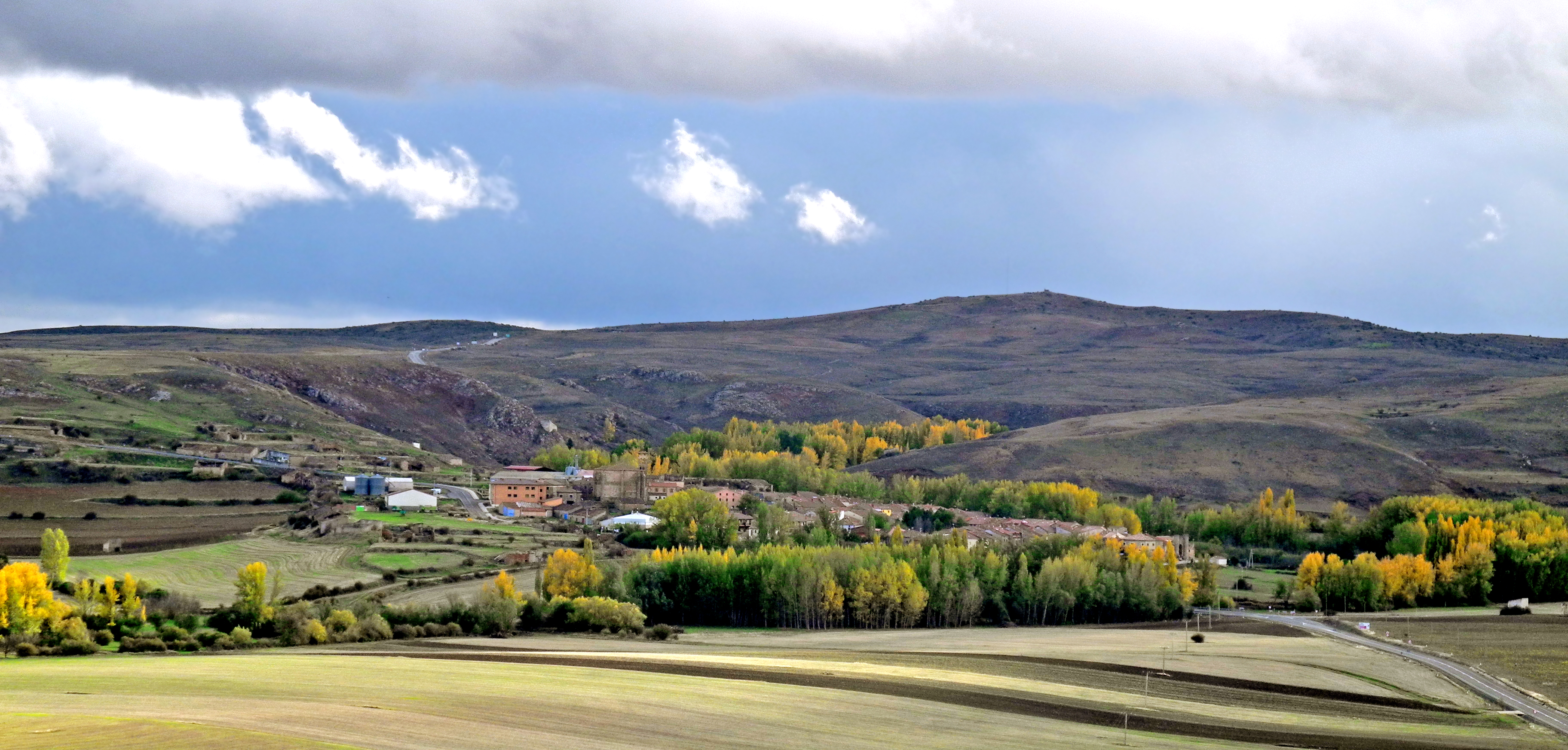
Vista de la localidad.

Su término municipal comprende también los pueblos de Cañicera, Castro, Losana, Madruédano, Manzanares, Modamio, Peralejo de los Escuderos, Rebollosa de los Escuderos, Sauquillo de Paredes, Tarancueña, Torrevicente y Valvenedizo.
Localidad situada en la Ruta de la Lana y el Camino del Cid.
Se encuentra al sur de la provincia de Soria, en la ladera norte de la sierra de Pela a 1243 m. Discurre el río Talegones.
Según el trabajo de Guillén de Rohan, estos serían en líneas generales los rasgos de su geomorfología y su clima:
Zona de montaña media de relieve plegado, perteneciente a una formación del periodo mesozoico, concretamente del jurásico y cretácico. Estos periodos geológicos durante su transformación han permitido que ahora la constitución del suelo de esta zona sea rico en calizas, arcillas y areniscas, junto con margas y dolomias. Estos materiales dotaron al medio natural con sus coloridos, 
como el color rojo característico, no obstante la zona recibe el nombre de la comarca de los pueblos rojos, dado por las rocas arcillosas.
Parajes: Praos de Nieves, cueva de los Murecos
Rutas de senderismo, lugares de reconocimiento de buitres. Variedad de sotobosque, las setas de cardo y las trufas proporcionan una ganadería de carne lanar exquisita.
Clima mediterráneo pero con fuertes matices de continentalidad debido a que la mayor parte del territorio se encuentra cerrado por altas cordilleras. Se caracteriza por inviernos largos y fuertes heladas y veranos cortos y suaves.

## Medio ambiente

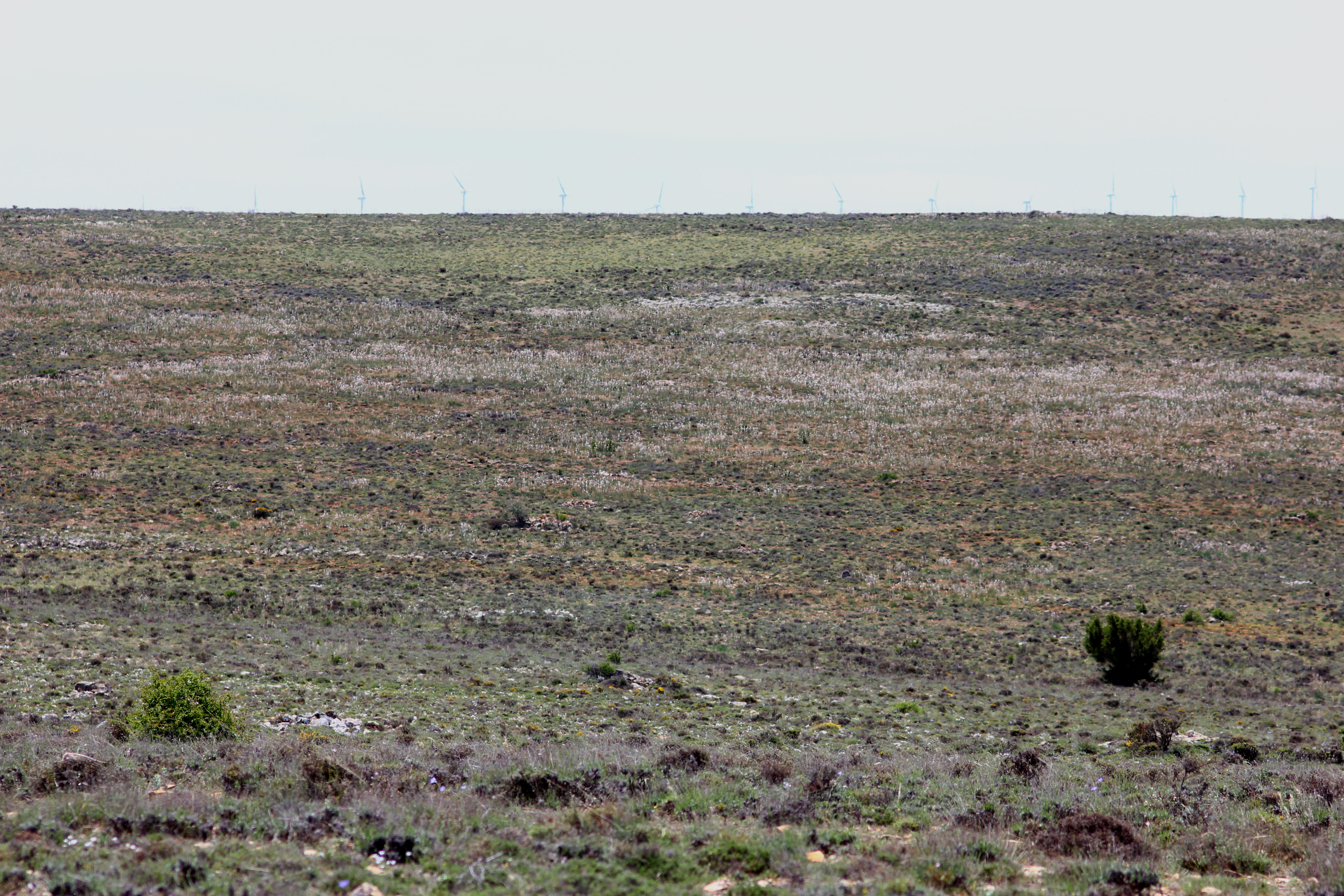
Páramo en el lugar de interés comunitario y ZEPA Altos de Barahona

En su término e incluidos en la Red Natura 2000 los siguientes lugares:
- Lugar de Interés Comunitario conocido como Altos de Barahona, ocupando 6917 hectáreas, el 40 % de su término.[1]
- Lugar de Interés Comunitario conocido como Pinar de Losana ocupando 793 hectáreas, el 5 % de su término.[2]
- Zona Especial Protección de Aves conocida como Altos de Barahona ocupando 6794 hectáreas, el 39 % de su término.[3]

## Historia

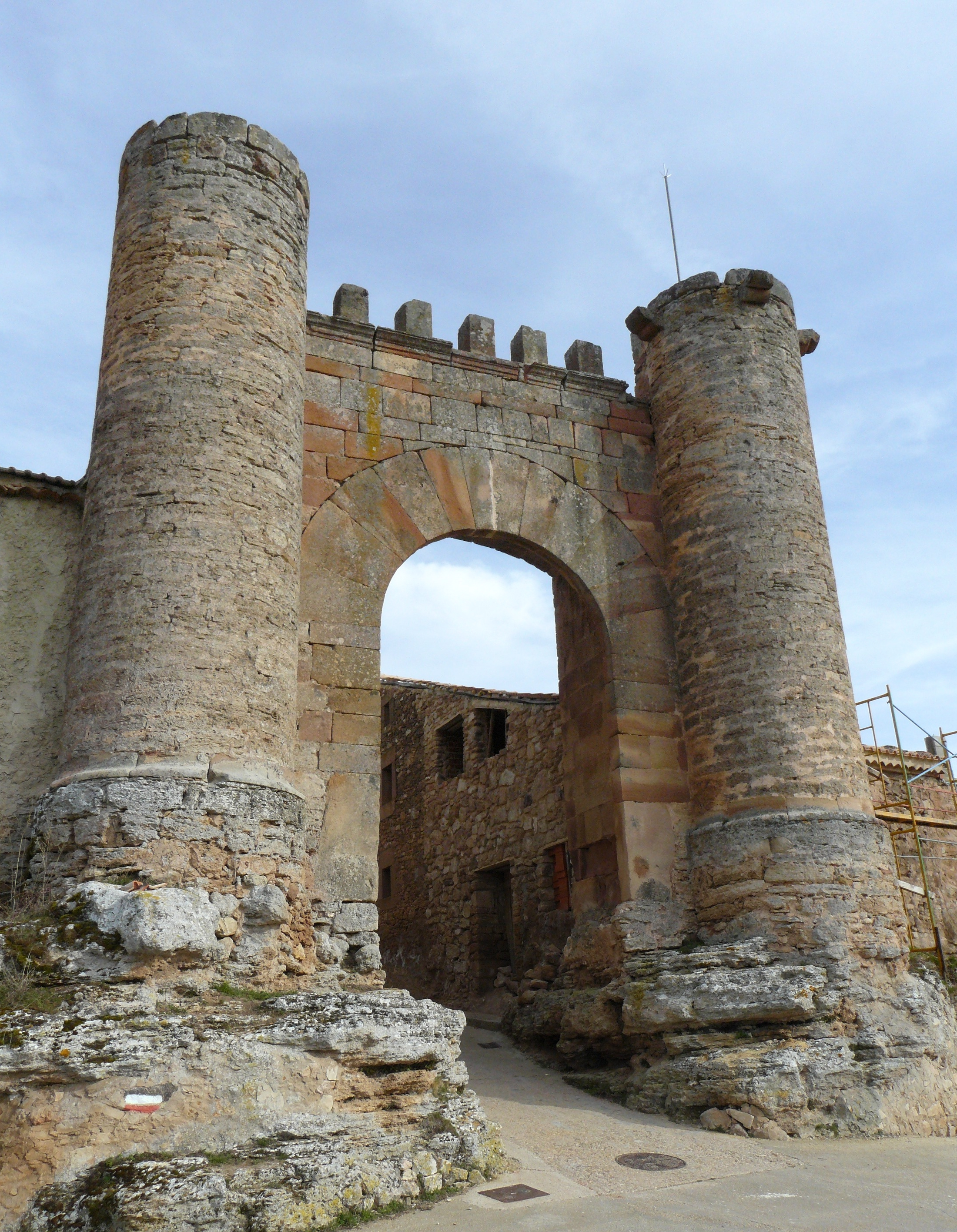
Puerta occidental de la muralla de Retortillo de Soria

Su nombre significa 'río pequeño torcido o tuerto', que del castellano primitivo 'Río Tortiello' pasó al actual topónimo. Lugar de antiguos pobladores arévacos. 
El entorno es rico en restos antiguos. Podemos encontrar un yacimiento de industria lítica de superficie del Eneolítico-bronce, grabados esquemáticos rupestres en la cueva del Tambor, la cañada del Monte y la Cerrada de Saturnino (descubiertos en 1911 por Juan Cabré Agulló), también se han encontrado restos celtíberos repartidos por los cerros de la sierra y restos de la vía romana que unía Tiermes con Medinaceli. Cerca ya de la Edad del Cobre se conocen las primeras huellas de la presencia humana en forma de pedernales y grabados rupestres en los aledaños del pueblo entre los parajes de Mingonarro y el vecino pueblo de Castro. Entre estos grabados se destaca la presencia de formas de herraduras, cruces y otros signos de significado desconocido. Junto a ellos, alguna representación de animales y hombres e incluso una escena gestación humana decoran los abrigos y hendiduras naturales sobre la roja roca arenisca. 
De incierto origen, posiblemente medieval, encontramos un asentamiento a unos 3 km en dirección noroeste de la villa, cuyo nombre San Miguel de Lérida, dio título nobiliario a los señores de la villa en el siglo XV (señor de Lérida), en este despoblado se encuentra la ermita de San Miguel. Al parecer podría haber existido ya en este lugar una ocupación romana (restos de una posible necrópolis), lo cual no es descabellado pues Retortillo se encuentra en la vía romana que unía Segontia (Sigüenza) con Uxama (Osma), pasando por Termancia. Igualmente, es conocido algún otro foco de población hispanorromana en las proximidades.
De época medieval existen referencias más exactas de la villa, tanto arquitectónicas como literarias. Sabido es de la presencia musulmana en la zona cuyo límite con los castellanos se fijaba en las riberas del Duero, cerca de Gormaz. Durante la repoblación castellana de la zona, Retortillo formó parte de la Comunidad de Atienza constituyéndose pronto en una villa exenta en unidad con las aldeas de Torrevicente y la anteriormente citada San Miguel de Lérida, de la cual se conserva una ermita románica del siglo XII.
En esta etapa se documentan las personalidades y los hechos más relevantes de la historia de Retortillo. De entre ellas destaca el ya famoso hijo del pueblo, Luis de Peñaranda, hijo de Don Luis de Peñaranda y de Doña Úrsula de la Cerda, nacido en 1534 y que marchó a los Países Bajos en 1549 a la edad de quince años en el séquito de Felipe II. En 1568 estuvo bajo el mando del duque de Alba y años más tarde fue nombrado comisario y agente de los archiduques Alberto e Isabel en Colonia, estableciendo una red de agentes encargados de tenerle al corriente de las maniobras que se preparaban en España contra la Armada Invencible. Pero el más conocido de sus trabajos, entre los habitantes de Retortillo, fue el de recoger y poner a buen recaudo, por orden del propio Felipe II las reliquias de Mártires y Santos por los Países Bajos. Así llegaron a España y a Retortillo las reliquias de Santa Úrsula y sus compañeras mártires, así como un cráneo de uno de los niños mandados matar por el rey Herodes.
En 1572 la villa de Retortillo era mantenida por Don Juan de Torres, clavero de la ciudad de Soria y cuyo escudo es el que se identifica con la villa: cinco torres blancas argénteas puestas en sotuer o aspa. El mismo escudo se puede contemplar en el altar mayor de la emblemática iglesia soriana de Santo Domingo, pues la familia Torres financió la reconstrucción de dicho altar. Este escudo es el más importante de los símbolos que ha resistido en el tiempo, generación tras generación, hasta los días actuales y que ha quedado como testigo e identidad de un pueblo que se resiste a desaparecer, pese a su pasado glorioso ante el problema actual de la despoblación producida desde la industrialización en España.
La muralla urbana data del siglo XIV. El recinto amurallado contaba con cuatro puertas de las que quedan dos. La de Oriente, junto a la iglesia, con tres almenas y arco dovelado de medio punto y la de Poniente o de Sollera con arco de medio punto almenado y flanqueado por torres cilíndricas. En la configuración del caserío se nota el trazado de la muralla. Se conservan 300 m de muralla en la actualidad que se utiliza como pared principal de pajares, juego de pelota y residencia de ancianos. El conjunto histórico está bajo protección mediante el Decreto 22 de abril de 1949 y la Ley 16/1985 sobre el patrimonio Histórico Español.
Iglesia gótica de San Pedro de tipo de planta salón (def. Juan de Resines). Tres naves separadas por arcos apuntados. También de la Edad Media y los tiempos feudales queda el símbolo de la plaza mayor: la picota. Renovado en la actualidad de una manera modernista lo que ha hecho que pierda su esencia histórica.
Aparece una referencia histórica de tiempos de la ocupación napoleónica en el libro Historia Política y Militar de la Independencia de España. Volumen II. Pág. 424, cuyo autor es José Muñoz Maldonado, Fabraquer (Conde de):

"Una columna francesa que se hallaba empleada en hacer exacciones en la misma provincia de Soria, fue alcanzada por El Empecinado (Juan Martín Díez) el 29 de agosto de 1810 en Retortillo y derrotada completamente siendo muy pocos los enemigos que lograron salvarse".

Perteneció en los primeros tiempos de la Reconquista a la Comunidad de Atienza y posteriormente a la de Caracena, llamándose Retortillo de Caracena, nombre que mantuvo hasta el siglo XIX. Durante un breve periodo perteneció a la villa de Peñalcázar, que está a muchas leguas de aquí, y ya definitivamente quedó adscrita al señorío de los condes de Lérida hasta la liquidación del régimen en el siglo XIX.
En el censo de 1787, ordenado por el conde de Floridablanca,  figuraba como villa eximida en la Intendencia de Soria, con jurisdicción de señorío y bajo la autoridad del alcalde ordinario de señorío, nombrado por el Conde de Lérida. Contaba con 464 habitantes.
A la caída del Antiguo Régimen la localidad se constituye en municipio constitucional, conocido entonces como Retortillo, en la región de Castilla la Vieja que en el censo de 1842 contaba con 100 hogares y 410 vecinos.
Aparece descrito en el decimotercer volumen del Diccionario geográfico-estadístico-histórico de España y sus posesiones de Ultramar (1849) de Pascual Madoz de la siguiente manera: 

RETORTILLO: v. con ayuntamiento en la provincia de Soria (42 leg), partido judicial del Burgo, Aud. territ. y c.g. de Burgos, diócesis de Sigüenza. Sit. en una cuesta con libre ventilación y CLIMA frío. Tiene 400 casas; la consistorial, obra antigua y de solidez, con buenas habitaciones para la cárcel; escuela de instrucción primaria frecuentada por 40 alumnos de ambos sexos, dotada con 20 fan. de trigo; hay un hospital para enfermos pobres; 2 fuentes de buenas aguas y una iglesia parroquial (San Pedro Apóstol), servida por un cura y un sacristán. TERM: confina con los de Torrevicente, Bañuelos, Miedes, Castro, Tarancueña, Madruédano, Modamio y Sanguillo. El terreno fertilizado por el río Talegones, es de buena calidad: comprende un monte robledal, una dehesa y varios prados. CAMINOS: Los locales, en buen estado. CORREO: se recibe y se despacha en la cab. del part. PROD: trigo, cebada, centeno, avena, patatas, garbanzos, lentejas y otras legumbres, hortalizas, frutas, leñas de combustible y buenos pastos con los que se mantiene el ganado lanar y vacuno. IND: la agrícola. POBL: 40 vec, 410 almas. CAP.IMP. 98.657 rs.
(Madoz, 1849, p. 429)

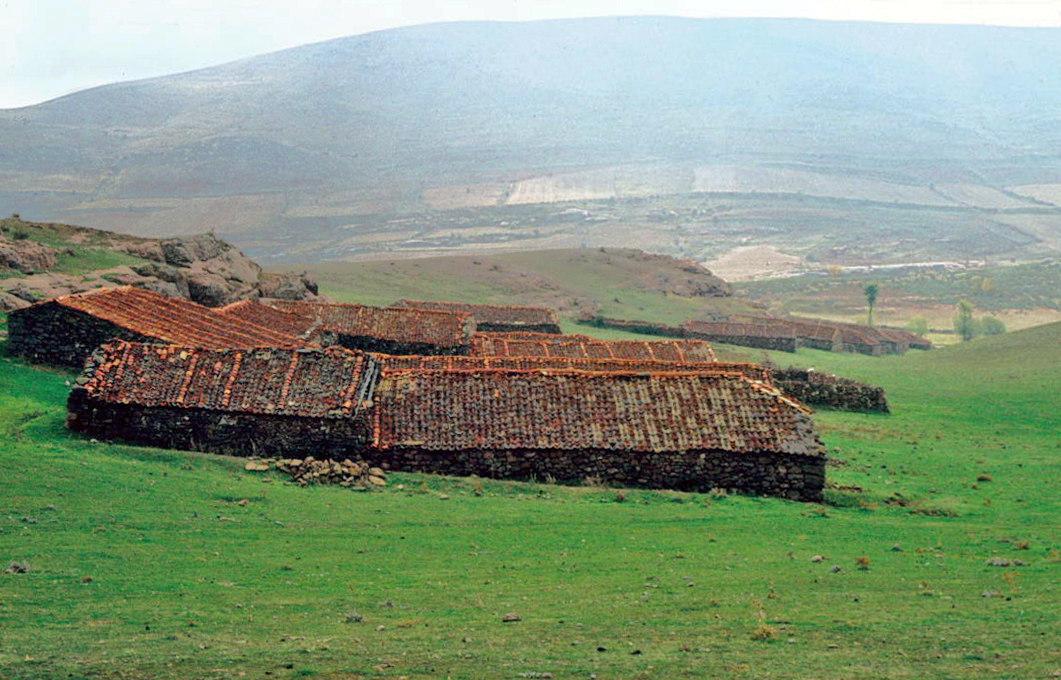
Tinadas en la localidad (1976)

En 1912 cuenta con 700 habitantes. Hasta la reforma de la nomenclatura municipal de 1916 el municipio se llamaba simplemente Retortillo. En dicha fecha su nombre fue modificado por el de Retortillo de Soria. A finales del siglo XX crece el término del municipio porque incorpora a Losana, Madruédano, Modamio, Sauquillo de Paredes, Torrevicente y Valvenedizo. Posteriormente, crece el término del municipio porque incorpora a Tarancueña.
En el término de Losana estaban incluidas las localidades de Manzanares, Peralejo de los Escuderos y Rebollosa de Escudero; en el de Valvenedizo, la de Castro.

## Demografía
Cuenta con una población de 130 habitantes (INE 2024).
| Gráfica de evolución demográfica de Retortillo de Soria entre 1842 y 2021 |
| |
| Población de derecho según los censos de población del INE Población de hecho según los censos de población del INEEn estos censos se denominaba Retortillo: 1842, 1857, 1860, 1877, 1887, 1897, 1900 y 1910 Entre el censo de 1970 y el anterior, crece el término del municipio porque incorpora a 42569 (Losana), 42571 (Madruedano), 42576 (Modamio), 42606 (Sauquillo de Paredes), 42614 (Torrevicente) y 42620 (Valvenedizo) Entre el censo de 1981 y el anterior, crece el término del municipio porque incorpora a 42180 (Taracueña) |

### Población por núcleos
| Núcleos                    | Habitantes (2000) | Habitantes (2010) | Notas      |
| -------------------------- | ----------------- | ----------------- | ---------- |
| Retortillo de Soria        | 117               | 116               |            |
| Cañicera                   | 5                 | 4                 |            |
| Castro                     | 15                | 11                |            |
| Losana                     | 7                 | 9                 |            |
| Madruédano                 | 17                | 11                |            |
| Manzanares                 | 5                 | 7                 |            |
| Modamio                    | 6                 | 4                 |            |
| Peralejo de los Escuderos  | 7                 | 4                 |            |
| Rebollosa de los Escuderos | 0                 | 0                 | Despoblado |
| Sauquillo de Paredes       | 4                 | 3                 |            |
| Tarancueña                 | 29                | 16                |            |
| Torrevicente               | 10                | 7                 |            |
| Valvenedizo                | 19                | 13                |            |

## Administración y política

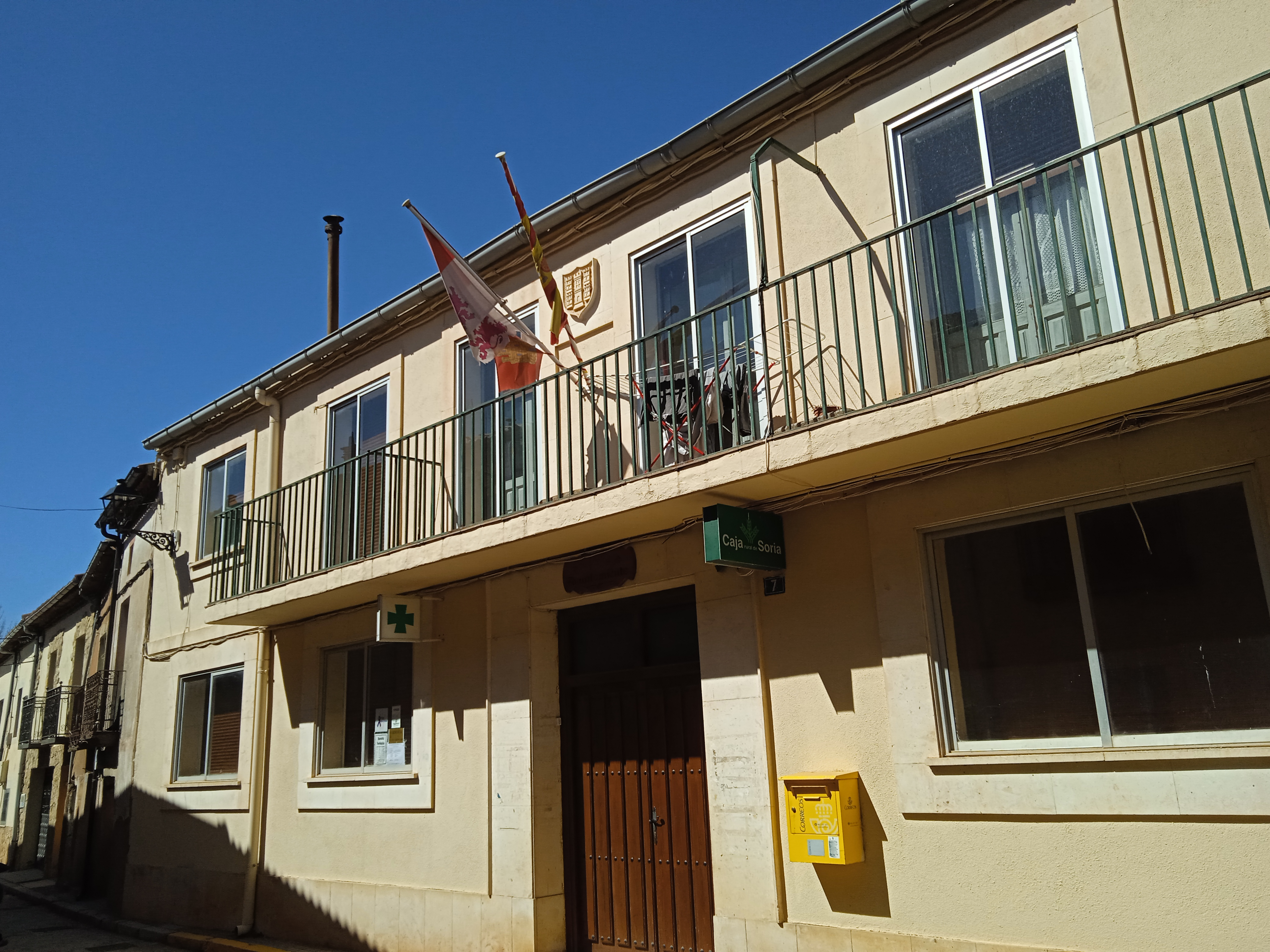
Casa consistorial, que es sede del Ayuntamiento, la farmacia y una sucursal de Caja Rural de Soria. Escudo del municipio arriba en piedra

| Periodo   | Nombre                          | Partido   |
| --------- | ------------------------------- | --------- |
| 1979-1983 | Pablo Benito Benito             | Ind.      |
| 1983-1987 | Ceferino Manuel Jurado de Pedro | PSOE      |
| 1987-1991 | José Alberto Medina Ayuso       | AP-PDP-UL |
| 1991-1995 | José Alberto Medina Ayuso       | PP        |
| 1995-1999 | José Alberto Medina Ayuso       | PP        |
| 1999-2003 | José Alberto Medina Ayuso       | PP        |
| 2003-2007 | José Alberto Medina Ayuso       | PP        |
| 2007-2011 | Yolanda Gil Sarmiento           | AIRE      |
| 2011-2015 | José Alberto Medina Ayuso       | PP        |
| 2015-2019 | José Alberto Medina Ayuso       | PP        |
| 2019-2023 | José Alberto Medina Ayuso       | PP        |
| 2023-act. | José Alberto Medina Ayuso       | PP        |